# Segunda División 2016 (Uruguay)
Het seizoen 2016 van de Segunda División was het 75e seizoen van deze Uruguayaanse voetbalcompetitie op het tweede niveau. De competitie begon op 10 september en eindigde op 10 december 2016. Dit seizoen was een 'overgangsjaar': vanaf 2017 werden de Uruguayaanse voetbalcompetities in één kalenderjaar gespeeld. Deze editie van de Segunda División duurde daarom slechts een half seizoen. Hierdoor kreeg dit seizoen ook wel de naam Campeonato Especial of Campeonato Transición.

## Teams
Vijftien ploegen mochten deelnamen aan de Segunda División tijdens het seizoen 2016. Drie ploegen waren vorig seizoen vanuit de Primera División gedegradeerd (CA Rentistas, CCyD El Tanque Sisley en CA Villa Teresa), elf ploegen wisten zich vorig seizoen te handhaven op dit niveau en CS Cerrito promoveerde vanuit de Segunda División Amateur.
Zij kwamen in de plaats voor de gepromoveerde Rampla Juniors FC (kampioen), CSD Villa Española (tweede) en CA Boston River (derde). Rocha FC degradeerde vorig seizoen naar het derde niveau. Tijdens dit overgangsseizoen was er geen degradatie mogelijk. Huracán FC en Club Oriental de Football schreven zich niet in voor dit seizoen, daarom namen er in totaal slechts dertien ploegen deel aan de Segunda División.
| Club                      | Stad       | Stadion                                     | Capaciteit | Vorig seizoen |
| ------------------------- | ---------- | ------------------------------------------- | ---------- | ------------- |
| CA Atenas                 | San Carlos | Estadio Domingo Burgueño (Maldonado)        | 25.000     | 8e            |
| Canadian SC               | Montevideo | Estadio Batalla de Sarandí (Sarandí Grande) | 2.000      | 13e           |
| Central Español FC        | Montevideo | Estadio Parque Palermo                      | 6.500      | 14e           |
| CS Cerrito                | Montevideo | Estadio Parque Maracaná                     | 8.000      | 1e (2ªA)      |
| Cerro Largo FC            | Melo       | Estadio Arquitecto Antonio Eleuterio Ubilla | 9.000      | 4e            |
| Club Deportivo Maldonado  | Maldonado  | Estadio Domingo Burgueño                    | 23.000     | 10e           |
| CCyD El Tanque Sisley     | Montevideo | Estadio Campeones Olímpicos (Florida)       | 7.000      | 15e (1ª)      |
| Huracán FC                | Montevideo | Nam geen deel dit seizoen                   |            | 15e           |
| CS Miramar Misiones       | Montevideo | Estadio Parque Luis Méndez Piana            | 6.500      | 5e            |
| Club Oriental de Football | La Paz     | Nam geen deel dit seizoen                   |            | 7e            |
| CA Progreso               | Montevideo | Estadio Parque Abraham Paladino             | 5.400      | 9e            |
| CA Rentistas              | Montevideo | Estadio Complejo Rentistas                  | 10.600     | 11e (1ª)      |
| Tacuarembó FC             | Tacuarembó | Estadio Ingeniero Raúl Saturnino Goyenola   | 8.000      | 12e           |
| CA Torque                 | Montevideo | Estadio José Nasazzi                        | 5.002      | 6e            |
| CA Villa Teresa           | Montevideo | Estadio José Nasazzi                        | 5.002      | 16e (1ª)      |

## Competitie-opzet
De competitie werd gespeeld van 10 september tot en met 10 december 2016. Alle ploegen speelden eenmaal tegen elkaar. De winnaar van de competitie promoveerde naar de Primera División.
Op de laatste speeldag ging de titelstrijd tussen El Tanque Sisley (26 punten), Atenas (25 punten) en Cerro Largo (24 punten). Zij wonnen alle drie hun slotduel, waardoor El Tanque Sisley na een seizoen afwezigheid weer promoveerde naar het hoogste niveau.

### Eindstand
|     | Club                     | Sp. | W | G | V | Pnt. | DV | DT | DS  |
| --- | ------------------------ | --- | - | - | - | ---- | -- | -- | --- |
| 1.  | CCyD El Tanque Sisley    | 12  | 9 | 2 | 1 | 29   | 24 | 9  | +15 |
| 2.  | CA Atenas                | 12  | 8 | 4 | 0 | 28   | 21 | 8  | +13 |
| 3.  | Cerro Largo FC           | 12  | 8 | 3 | 1 | 27   | 17 | 8  | +9  |
| 4.  | CA Rentistas             | 12  | 6 | 3 | 3 | 21   | 17 | 13 | +3  |
| 5.  | Club Deportivo Maldonado | 12  | 5 | 3 | 4 | 18   | 18 | 15 | +3  |
| 6.  | CA Torque                | 12  | 4 | 3 | 5 | 15   | 13 | 15 | –2  |
| 7.  | Central Español FC       | 12  | 4 | 2 | 6 | 14   | 11 | 11 | 0   |
| 8.  | CA Villa Teresa          | 12  | 4 | 1 | 7 | 13   | 17 | 18 | –1  |
| 9.  | Canadian SC              | 12  | 3 | 3 | 6 | 12   | 17 | 20 | –3  |
| 10. | CS Miramar Misiones      | 12  | 3 | 3 | 6 | 12   | 7  | 15 | –8  |
| 11. | CA Progreso              | 12  | 3 | 2 | 7 | 11   | 7  | 14 | –7  |
| 12. | Tacuarembó FC            | 12  | 2 | 3 | 7 | 9    | 7  | 16 | –9  |
| 13. | CS Cerrito               | 12  | 2 | 2 | 8 | 8    | 7  | 22 | –15 |

### Legenda
| Kleur | Kwalificatie voor                 |
| ----- | --------------------------------- |
|       | Promotie naar de Primera División |

## Topscorers
Franco Sebastián López van kampioen CCyD El Tanque Sisley werd topscorer met acht doelpunten.
| №  | Speler                 | Club                     | Goals |
| -- | ---------------------- | ------------------------ | ----- |
| 1. | Franco Sebastián López | CCyD El Tanque Sisley    | 8     |
| 2. | Raúl Tarragona         | CA Rentistas             | 7     |
| 3. | Matías Abisab          | Club Deportivo Maldonado | 6     |

## Degradatie
Er was dit seizoen geen degradatie naar de Segunda División Amateur. De behaalde punten dit seizoen telden volgend seizoen ook niet mee in de degradatietabel.